# 光文社
光文社（日语：／ kōbunsha */?）是日本的出版社，1945年10月1日創業，和講談社等都是音羽集團的下屬企業。光文社出版過連載《鐵臂阿童木》等作品的雜誌《少年》，開創了第二次世界大戰後少年漫畫月刊的時代。也曾出版銷售千萬冊的「頭腦體操」等暢銷書。此外，也有出版《女性自身》、《JJ》、《CLASSY.》、《VERY》等女性雜誌。主要出版物有《光文社文庫》和《光文社新書》。

## 著名在籍者
- 種村季弘（1933年 - 2004年）
- 高田宏 - 作家。《少女》編輯部在籍。
- 增淵健 - 影評人。
- 櫻井秀勳
- 伊賀弘三良
- 前田忠明 - 《女性自身》娛樂記者。
- 青木宏行 - AKB48集團評論家。

## 外部鏈結
- 光文社（页面存档备份，存于）

1. ↑  .   [2023-11-30]. （原始内容存档于2023-10-22）.